# Heinrich Leffers
Heinrich Leffers (* 30. Januar 1865 in  Steinbild; † 24. August 1936 in Delmenhorst) war ein deutscher Kaufmann, Unternehmer und Politiker (Zentrum).

## Leben

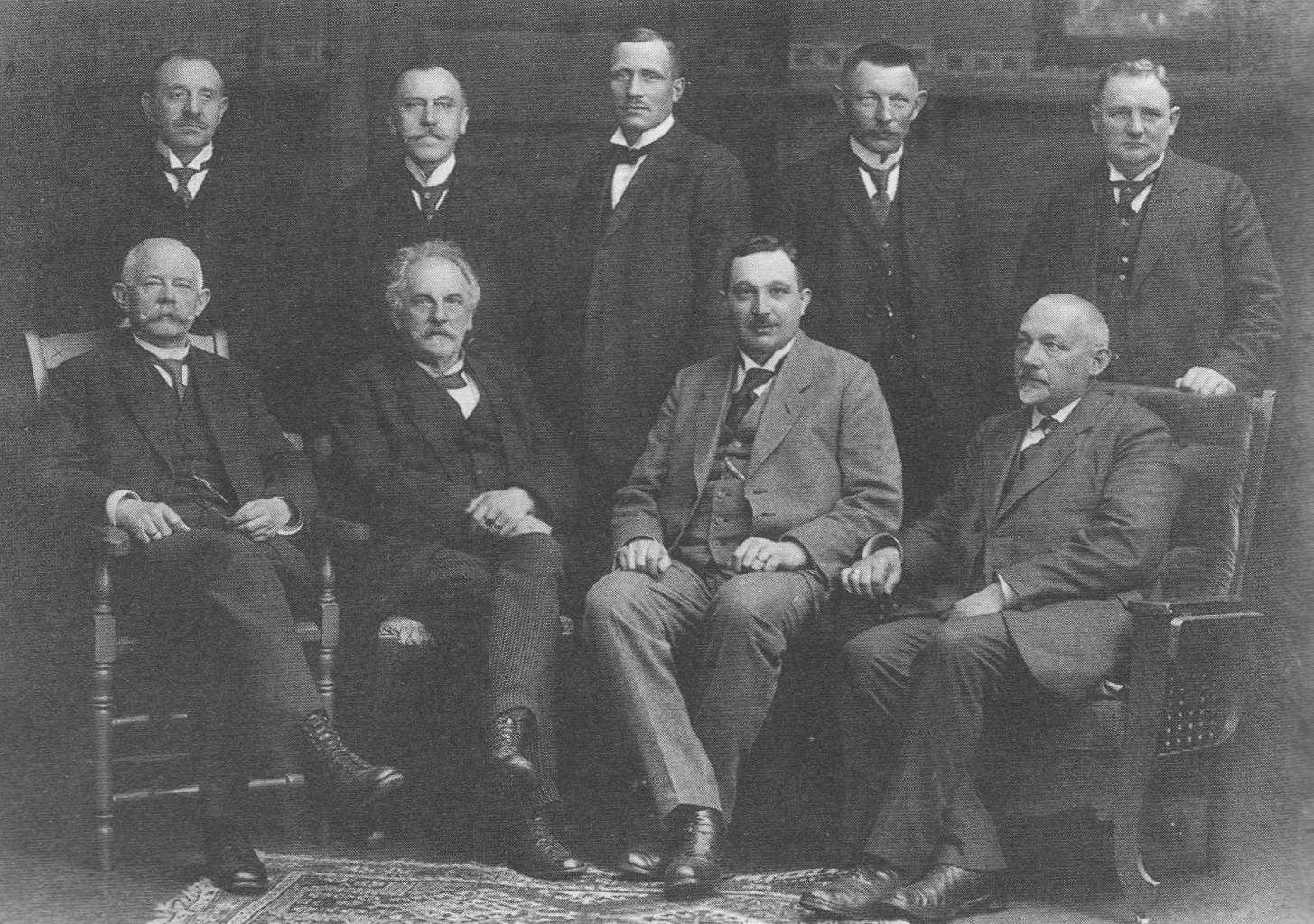
Erster sitzend von rechts, Zentrumsfraktion im Landtag Oldenburg

Gemeinsam mit seinem Bruder Carl Leffers gründete Heinrich Leffers 1894 das Manufakturwarengeschäft Leffers in der Langen Straße in Delmenhorst. Aus diesem kleinen Anfang entwickelte sich in den folgenden Jahren ein großes Konfektionskaufhaus, das zum Stammhaus einer Reihe von Filialen wurde. Die damals revolutionäre Geschäftsidee war der Ersatz des Preisaushandelns durch feste Preisauszeichnungen. Durch Barverkauf, die Möglichkeit zum Umtausch und günstige Preise konnten die Brüder Leffers das Vertrauen der Kunden gewinnen. Auch nach der Umwandlung des Unternehmens in eine Aktiengesellschaft, die Leffers AG, blieb das Unternehmen in Familienbesitz. Die weiteren Brüder Georg Leffers und August Leffers gründeten 1902 in Wilhelmshaven eine weitere Filiale des Unternehmens.
Von August 1919 bis 1925 war er, mit Unterbrechung von 1920 bis 1922, Abgeordneter im Oldenburgischen Landtag. Ihm folgte von 1925 bis 1928 sein Bruder Carl Leffers als Abgeordneter im Landtag.